# جوزيه جيل فورتول
جوزيه جيل فورتول (بالإسبانية: José Gil Fortoul) (و. 1861 – 1943 م) هو كاتب، ومؤرخ، ومحامي من فنزويلا . تولى منصب رئيس فنزويلا (5 أغسطس 1913–19 أبريل 1914) .
توفي في كراكاس .

## التعليم
تعلم في جامعة فنزويلا المركزية.
| المناصب السياسية       | المناصب السياسية         | المناصب السياسية               |
| ---------------------- | ------------------------ | ------------------------------ |
| سبقه خوان فيسنتي غوميز | رئيس فنزويلا 1913 - 1914 | تبعه فيكتورينو ماركيز بوستيلوس |